# 田中恒子
田中 恒子（たなか つねこ、1941年〈昭和16年〉 - ）は、日本の住居学・教育学者。住教育の普及に努めた。大阪教育大学名誉教授。大阪市生まれ。
　

## 経歴
- 1963年：大阪市立大学家政学部住居学科卒業
- 1965年：京都大学工学部建築学科文部技官
- 奈良教育大学教育学部講師
- 同助教授
- 同学部教授
- 大阪教育大学教授
- 大阪教育大学附属平野中学校校長
- 2006年：大阪教育大学名誉教授
- 新建築家技術者集団代表幹事
- くらしと協同の研究所研究委員

## 政治的活動
- 2012/2/28 大阪維新の会（代表・橋下徹大阪市長）が大阪府市の両議会で成立を目指す教育基本条例案に佐藤学東京大学教授らとともに反対する声明を発表した[1]。

## 著書
- 『住生活ノート』（共著）勁草書房、1977年
- 『恒子のリビング手帳』日本生活協同組合連合会、1987年
- 『恒子とRANKOの住み方ノート』（共著）かもがわ出版、1989年
- 『恒子の子育てノート』かもがわ出版、1990年
- 『新しい住生活―住み方と収納・整理』連合出版、1992年
- 『あなたの住み方再発見』たいせい、1993年
- 『育ちあいの家庭をつくる』かもがわ出版、1997年
- 『家族と健康にやさしい住まい』（共著）かもがわ出版、1998年